# Saint-Laon
Saint-Laon ist eine französische Gemeinde mit 136 Einwohnern (Stand: 1. Januar 2022) im Département Vienne in der Region Nouvelle-Aquitaine (vor 2016 Poitou-Charentes); sie gehört zum Arrondissement Châtellerault und zum Kanton Loudun. Die Einwohner werden Messeméens genannt.

## Geographie
Saint-Laon liegt etwa 58 Kilometer nordnordwestlich von Châtellerault am Canal de la Dive. Umgeben wird Saint-Laon von den Nachbargemeinden Ranton und Glénouze im Norden, Mouterre-Silly im Nordosten, Arçay im Süden und Osten, Oiron im Westen und Südwesten sowie Pas-de-Jeu im Westen.

## Bevölkerungsentwicklung
| Jahr                      | 1962 | 1968 | 1975 | 1982 | 1990 | 1999 | 2006 | 2013 |
| Einwohner                 | 232  | 193  | 155  | 163  | 148  | 141  | 128  | 128  |
| Quelle: Cassini und INSEE |      |      |      |      |      |      |      |      |

## Sehenswürdigkeiten

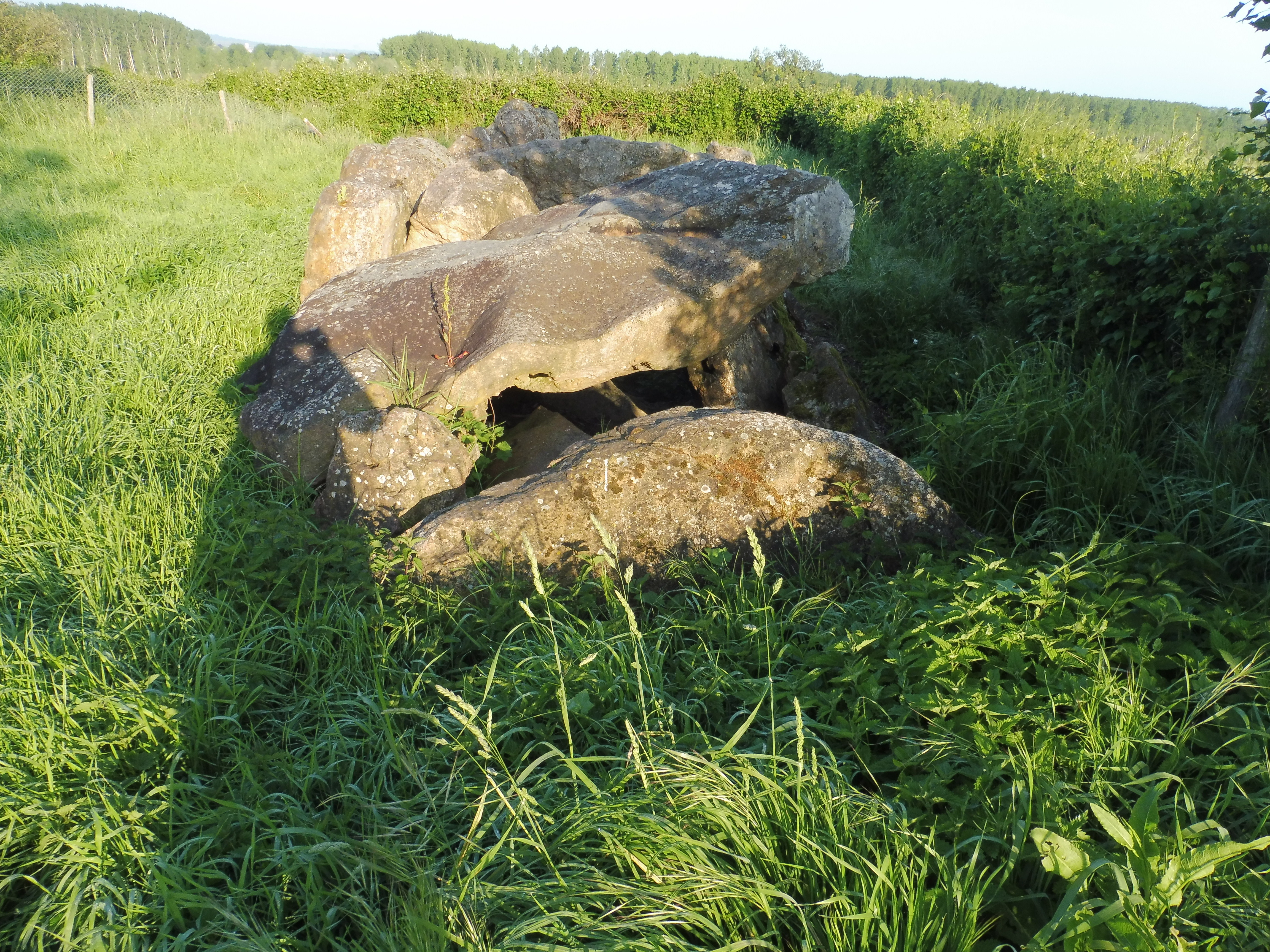
Dolmen Pierre de Verre

- Dolmen Chantebroult und Pierre de Verre Monument historique (siehe auch: Liste der Monuments historiques in Saint-Laon)
- Kirche Saint-Laon
- Schloss
- Schleuse von Lucinge